# Раде Ухлик
Раде Ухлик (Сарајево, 1. фебруар 1899 — Сарајево, 12. јун 1991) је био ромолог, лингвиста, хуманиста и академик. Написао је десетине књига и чланака о Ромима, ромској култури и језику.

## Биографија
Ухлик је рођен у Сарајеву 1. фебруара 1899. године. Рођено име му је Aladar, али га је касније променио у Раде. Младост је провео у Бечу, Пешти и Београду, где је достудирао германистику. Вративши се у Босну, предавао је немачки језик на гимназијама у Приједору, Тузли и Сарајеву. Неко време је радио као кустос у Земаљском музеју Босне и Херцеговине. Његова научна делатност односи се пре свега на сакупљање ромске усмене традиције, на описивање ромске културе и разних дијалеката ромског језика на Балкану. Сарађивао је са међународним истраживачким центрима који се баве проучавањем Балкана и ромске проблематике (као што је Gypsy Lore Society из Ливерпула). Био је члан Академије наука и умјетности Босне и Херцеговине, као и стручни консултант у филму Александра Петровића „Скупљачи перја“.